# Tour de Pologne 1969
26. edycja wyścigu kolarskiego Tour de Pologne odbyła się w dniach 22 lipca – 2 sierpnia 1969. Rywalizację rozpoczęło 95 kolarzy, a ukończyło 51. Łączna długość wyścigu – 1795 km.
Pierwsze miejsce w klasyfikacji generalnej zajął Wojciech Matusiak (Polska II), drugie Zygmunt Hanusik (Polska I), a trzecie Ryszard Szurkowski (Polska I). 
Sędzią głównym wyścigu był Tadeusz Domański.

## Etapy
| Etap      | Data       | Start - meta                     | Długość (km)            | Zwycięzca etapu    | Lider             |
| I etap    | 22 lipca   | kryterium w Warszawie            | 48                      | Zygmunt Hanusik    | Zygmunt Hanusik   |
| II etap   | 23 lipca   | Warszawa – Włocławek             | 158                     | Wojciech Matusiak  | Wojciech Matusiak |
| III etap  | 24 lipca   | Włocławek – Kwidzyn              | 176                     | Piet Liegerse      | Wojciech Matusiak |
| IV etap   | 25 lipca   | Malbork – Lębork                 | 177                     | Zygmunt Hanusik    | Wojciech Matusiak |
| V etap    | 26 lipca   | Lębork – Kołobrzeg               | 169                     | Ryszard Gac        | Wojciech Matusiak |
| VI etap   | 27 lipca   | dookoła Kołobrzegu               | 41 (jazda ind. na czas) | Zbigniew Górski    | Wojciech Matusiak |
| VII etap  | 28 lipca   | Kołobrzeg – Nowogard             | 192                     | Ryszard Szurkowski | Wojciech Matusiak |
| VIII etap | 29 lipca   | Nowogard - Strzelce Krajeńskie   | 170                     | Ryszard Szurkowski | Wojciech Matusiak |
| IX etap   | 30 lipca   | Drezdenko - Leszno               | 172                     | Wojciech Matusiak  | Wojciech Matusiak |
| X etap    | 31 lipca   | Leszno - Rawicz                  | 37 (jazda ind. na czas) | Jan Magiera        | Wojciech Matusiak |
| XI etap   | 31 lipca   | Rawicz - Kluczbork               | 145                     | Józef Mikołajczyk  | Wojciech Matusiak |
| XII etap  | 1 sierpnia | Kluczbork - Piotrków Trybunalski | 136                     | Sławomir Rubin     | Wojciech Matusiak |
| XIII etap | 2 sierpnia | Przysucha - Lublin               | 174                     | Krzysztof Stec     | Wojciech Matusiak |

## Końcowa klasyfikacja generalna

### Klasyfikacja indywidualna
| Poz. | Zawodnik           | Kraj   | Zespół      | Czas (średnia km/h)       |
| ---- | ------------------ | ------ | ----------- | ------------------------- |
| 1.   | Wojciech Matusiak  | Polska | Polska II   | 44h 00' 58" (40,781 km/h) |
| 2.   | Zygmunt Hanusik    | Polska | Polska I    | +05' 25"                  |
| 3.   | Ryszard Szurkowski | Polska | Polska I    | +05' 27"                  |
| 4.   | Zbigniew Górski    | Polska | Polska II   | +07' 55"                  |
| 5.   | Aleksiej Kulibin   | ZSRR   | ZSRR        | +08' 34"                  |
| 6.   | Krzysztof Stec     | Polska | Polska II   | +10' 54"                  |
| 7.   | Jan Stachura       | Polska | Polska II   | +14' 03"                  |
| 8.   | Józef Gawliczek    | Polska | LZS Pomorze | +14' 14"                  |
| 9.   | Andrzej Bławdzin   | Polska | Polska I    | +14' 51"                  |
| 10.  | Jan Magiera        | Polska | Polska II   | +15' 20"                  |

### Klasyfikacja drużynowa
| 1. | Polska II | 132h 21' 43" |
| 2. | Polska I  | +06' 54"     |
| 3. | Kolejarz  | +52' 12"     |
| 4. | Legia     | +56' 40"     |
| 5. | ZSRR      | +1h 02' 07"  |

### Klasyfikacja województw
| 1. | Warszawa-miasto | Polska | 132h 52' 14" |
| 2. | Kraków          | Polska | +07' 28"     |
| 3. | Poznań 1        | Polska | +17' 28"     |
| 4. | Łódź-miasto     | Polska | +35' 24"     |
| 5. | Katowice        | Polska | +58' 15"     |

### Klasyfikacja najaktywniejszych
| 1. | Zygmunt Hanusik    | Polska | 107 pkt |
| 2. | Ryszard Szurkowski | Polska | 84 pkt  |
| 3. | Wojciech Matusiak  | Polska | 83 pkt  |
| 4. | Krzysztof Stec     | Polska | 59 pkt  |
| 5. | Jan Magiera        | Polska | 47 pkt  |

### Klasyfikacja na najlepszych zawodników do lat 23
| 1. | Ryszard Szurkowski | Polska |
| 2. | Zbigniew Górski    | Polska |
| 3. | Krzysztof Stec     | Polska |
| 4. | Jan Stachura       | Polska |
| 5. | Zenon Czechowski   | Polska |

### Klasyfikacja na najszybszych zawodników wyścigu
| 1. | Jan Magiera        | Polska |
| 2. | Zbigniew Górski    | Polska |
| 3. | Ryszard Szurkowski | Polska |